# Heinrich Christian Macklot
Heinrich Christian Macklot est un naturaliste allemand, né en 1799 et mort en 1832.
Coenraad Jacob Temminck (1778-1858) l’envoie avec Heinrich Boie (naturaliste) (1794-1827) et Salomon Müller (1804-1864) en Asie pour y récolter des spécimens pour le Muséum d’histoire naturelle de Leyde.
Macklot visite ainsi la Nouvelle-Guinée et l’île de Timor de 1828 à 1830 à bord du Triton.